# Милениум Стейдиъм
Милениум Стейдиъм (на уелски: Stadiwm y Mileniwm) е националният стадион на Уелс. Намира се в столицата Кардиф.
Стадионът приема мачовете на националния отбор по ръгби и често на националния отбор по футбол. На него са се състояли концерти на много знаменитости като Тина Търнър, Мадона, Ролинг Стоунс, Ю Ту, Стереофоникс, Пол Маккартни. Стадионът е построен през 1999 г. за Световното първенство по ръгби.
Стадионът е официално открит през юни 1999. Първото голямо събитие, което се провежда е международна приятелска среща по ръгби на 26 юни 1999, между отборите на Уелс и Южна Африка. Домакините побеждават с 29 – 19 пред 29 000 зрители. Стадионът има капацитет от 74 500 седящи места, което го прави третия най-голям стадион в Турнира на Шестте нации. Той е също така и вторият най-голям стадион в света с изцяло прибиращ се покрив.